# Psychotria warburgiana
Psychotria warburgiana là một loài thực vật có hoa trong họ Thiến thảo. Loài này được A.P.Davis mô tả khoa học đầu tiên năm 2008.